# Gtkmm

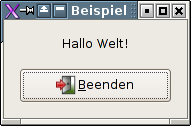
Zrzut ekranu z przykładowego programu wykorzystującego bibliotekę gtkmm

gtkmm – biblioteka, będąca interfejsem programistycznym dla biblioteki graficznej GTK+, który przenosi mechanizmy działania napisanej w języku C biblioteki GTK+ do C++. Zadaniem tej biblioteki jest ułatwienie programowania interfejsu graficznego poprzez obsługę widgetów jako obiektów z własnymi metodami. Dostępne są wszystkie mechanizmy programowania obiektowego, takie jak dziedziczenie, polimorfizm, przestrzenie nazw i inne ułatwienia wprowadzone przez język C++. Biblioteka wykorzystuje mechanizm sygnałów i slotów (konkretnie libsigc++) do obsługi zdarzeń, takich jak np. kliknięcie myszką.
Gtkmm należy traktować jako „nakładkę” (wzorzec projektowy adapter) na bibliotekę GTK+, która nie wnosi nowej funkcjonalności elementów graficznych, a jedynie umożliwia sterowanie nimi z poziomu języka C++. Z gtkmm można korzystać zarówno pisząc bezpośrednio kod w języku C++, jak i poprzez wykorzystanie programu Glade, który umożliwia graficzne tworzenie interfejsów i generuje kod gtkmm z wykorzystaniem biblioteki libglademm, umożliwiającej dynamiczne generowanie interfejsu użytkownika na podstawie opisu w formacie XML.
Obecnie biblioteka gtkmm działa na wielu systemach operacyjnych, między innymi na systemach z rodziny Unix, Linux, OS X, BSD, Solaris i Windows.
Nazwa biblioteki powstała przez dodanie do nazwy GTK dwóch liter „m”, które oznaczają dwa minusy. GTK+ ma już w swojej nazwie znak „+”, więc autorzy wybrali dla odróżnienia dwa znaki „-”. Pierwotnie nazwa biblioteki była zapisywana Gtk--, ale problemy z obsługą takiej nazwy przez wyszukiwarki spowodowały, że zastąpiono ją wersją z dwoma „m”.

## Przykładowy kod
Przykładowy kod wyświetlający puste okienko:
```
#include
 
<gtkmm.h>

class
 
Okno
 
:
 
public
 
Gtk
::
Window

{

public
:

  
Okno
()

  
{

    
set_title
(
"Gtkmm"
);

    
set_position
(
Gtk
::
WIN_POS_CENTER
);

  
}

  
virtual
 
~
Okno
()
 
{
 
}

};

int
 
main
(
int
 
argc
,
 
char
*
 
argv
[])

{

  
Gtk
::
Main
 
kit
(
argc
,
 
argv
);

  
Okno
 
okno
;

  
kit
.
run
(
okno
);

  
return
 
0
;

}

```